# Ficroja cyprysowata
Ficroja cyprysowata, cyprys patagoński (Fitzroya cupressoides) – gatunek drzewa należący do rodziny cyprysowatych (Cupressaceae). Jest współcześnie jedynym przedstawicielem monotypowego rodzaju ficroja (Fitzroya). Nazwa rodzajowa upamiętnia brytyjskiego żeglarza Roberta FitzRoya. Występuje w lasach waldiwijskich w południowej części Chile i w Argentynie. Rośnie na terenach górskich do wysokości 1000 m n.p.m. Drzewa tego gatunku są bardzo długowieczne – znany rekordzista osiągnął wiek 3622 lat. Gatunek wymieniony jest w załączniku I konwencji CITES.
Gatunek jest objęty ochroną czynną – jest namnażany i stosowany do zalesień. Jego drewno jest bardzo trwałe – wartościowe z tego powodu także w przypadku pozyskania z martwych drzew, co wobec zagrożenia i ochrony gatunku jest praktykowanym sposobem jego pozyskania.

## Morfologia

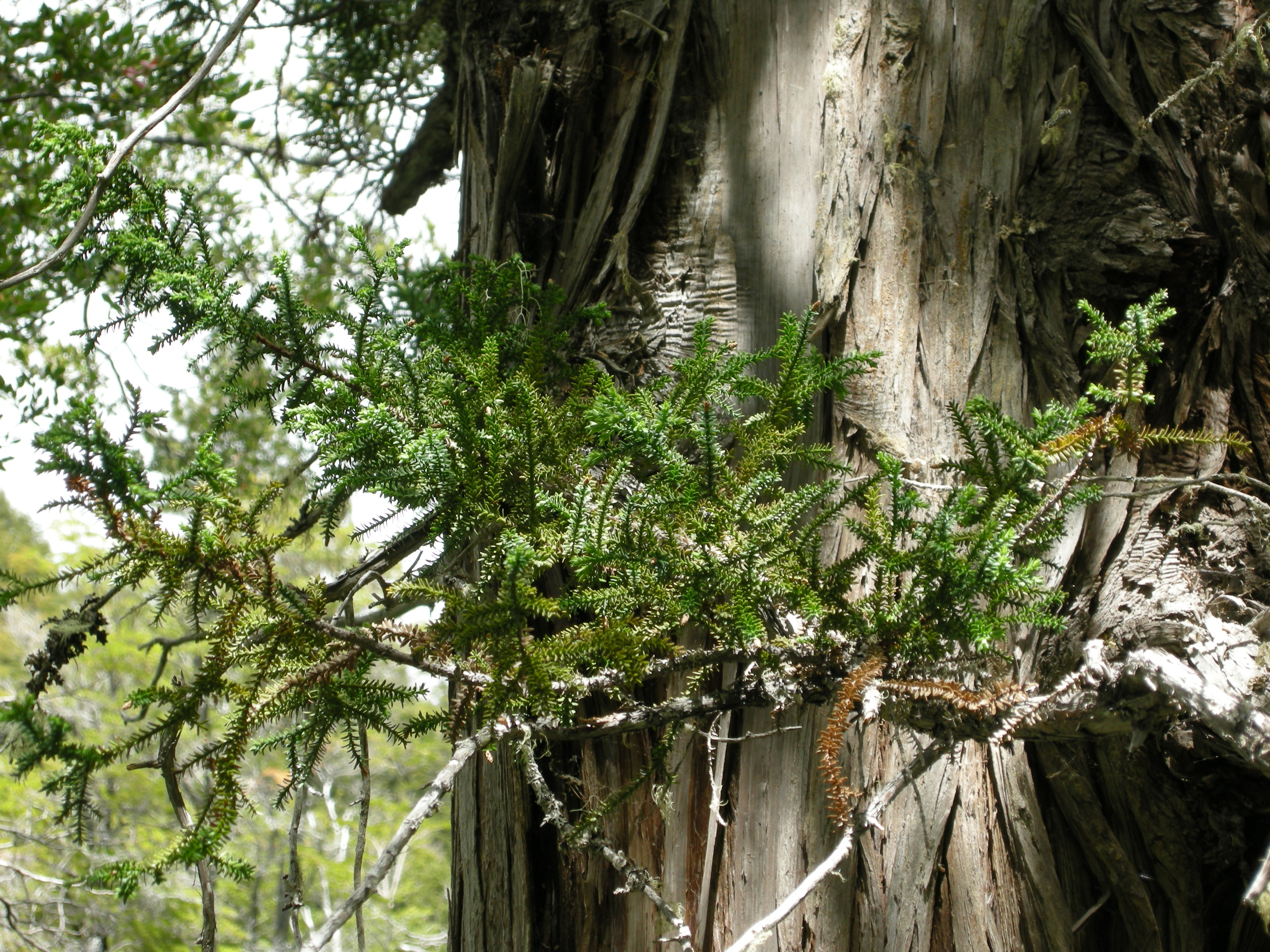
Gałązka z liśćmi, Park Narodowy Los Alerces, Argentyna

PokrójDrzewo osiągające zwykle do 55 m wysokości, z pniem o średnicy do 3 m. Kora jest czerwonobrązowa, głęboko spękana, łuszczy się długimi pasmami.
LiścieWyrastają po trzy w okółku. Łuskowate, długości 3-6 mm i szerokości 2 mm. Są ciemnozielone, od spodu z dwoma białymi paskami. Siewki posiadają dwa liścienie.
KwiatyMęskie zebrane są w wyrastające pojedynczo strobile składające się z 15-24 pylników i osiągające do 8 mm długości. Rozwijają się pojedynczo na końcach krótkopędów. Kwiaty żeńskie zebrane są w kuliste strobile dojrzewające w ciągu jednego roku. Składają się z 9 łusek nasiennych zebranych w trzech okółkach po trzy (łuski najniższego okółka są płonne). Na łuskach znajdują się wyraźne, haczykowate wyrostki. Szyszki są ożywicowane, wonne i osiągają 6–7 mm średnicy. Rozwijają się pojedynczo na końcach krótkopędów. Po dojrzeniu ich łuski rozpościerają się.
NasionaDługości do 2–3 mm rozwijają się po 2–3 na płodnych łuskach nasiennych, zaopatrzone są w 2-3 równej wielkości skrzydełka.

## Ekologia
Gatunek rośnie w lasach kształtujących się zwykle na słabych glebach, na obszarach o dużej ilości opadów. W niższych położeniach tworzy lasy wspólnie z drzewami i krzewami z rodzajów: Pilgerodendron, Saxegothaea, Drimys i Desfontainia. W wyżej położonych andyjskich dolinach rośnie w towarzystwie Nothofagus dombeyi, Austrocedrus i Saxegothaea.